# St. Nikolaus (Sattelbogen)

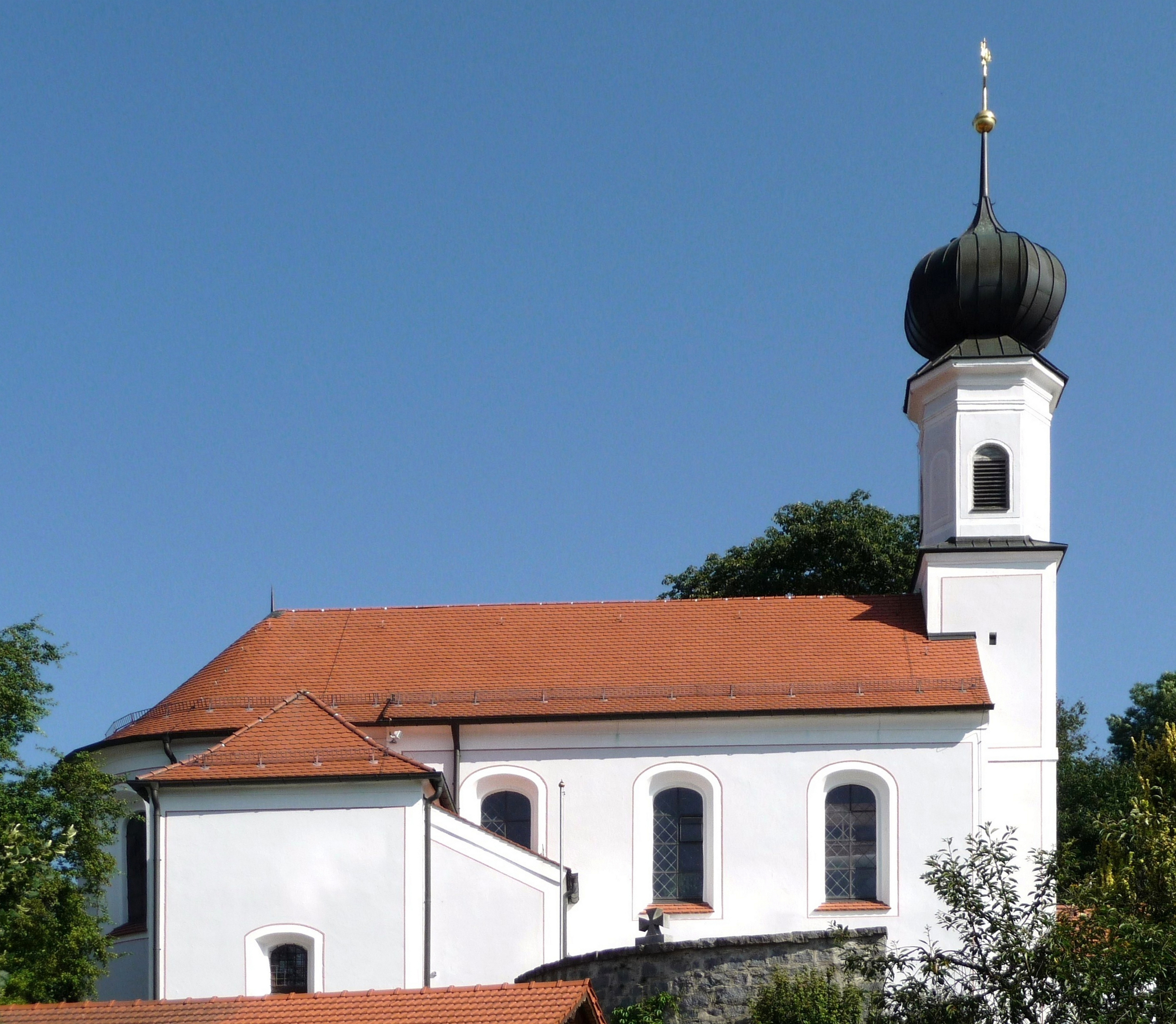
St. Nikolaus (Sattelbogen)

Die römisch-katholische, denkmalgeschützte Kuratbenefiziumskirche St. Nikolaus steht in Sattelbogen, einem Gemeindeteil der Gemeinde Traitsching im Landkreis Cham in der Oberpfalz. Die Kuratie gehört zum Bistum Regensburg. Das Bauwerk ist unter der Denkmalnummer D-3-72-164-37 als Baudenkmal in die Bayerische Denkmalliste eingetragen.

## Beschreibung
Die Saalkirche wurde 1718 neu gebaut. Sie besteht aus einem Langhaus, von dem die nördliche Mauer von der alten Schlosskapelle des abgegangenen Schloss Sattelbogen übernommen wurde, einem eingezogenen, halbrund geschlossenen Chor im Westen, an dem nach Süden die Sakristei angebaut ist, und einem Fassadenturm auf quadratischem Grundriss im Osten, dessen achteckiges, den Glockenstuhl beherbergendes Obergeschoss mit einer Zwiebelhaube abschließt.
Der Innenraum des Langhauses ist mit einer Flachdecke mit Hohlkehle überspannt. In ihm ist eine doppelstöckige Empore eingebaut. Der Chor ist innen mit einem Kreuzgratgewölbe bedeckt, das auf Pilastern ruht. Die nazarenischen Glasmalereien im Chor wurden 1892–95 eingebaut. Zur Kirchenausstattung gehört ein um 1760 gebauter Hochaltar. Vor dem Altarretabel steht eine Statue des heilige Nikolaus. Auf dem Altarauszug ist Johannes der Täufer zu sehen.